# Шамсутов, Ринат Сагитьянович
Рина́т Сагитья́нович Шамсу́тов (род. 12 июня 1973, Первоуральск, Свердловская область) — советский, казахстанский и российский игрок в хоккей с мячом, полузащитник шведского клуба «Реттвик», тренер, заслуженный мастер спорта России (2006).

## Карьера

### Клубная
Начал играть в хоккей с мячом в Первоуральске в 1982 году в детской команде «Буревестник», с 1984 года — в школе «Уральского трубника».
В 1989 году в составе юниорской команды «Уральского трубника» становится победителем первенства СССР для команд первой лиги (был признан лучшим нападающим турнира), в составе юношеской — бронзовым призёром (лучший игрок турнира).
В сезоне 1988/89 пятнадцатилетний игрок дебютировал в команде мастеров «Уральского трубника», принимающего участие в чемпионате СССР среди команд первой лиги, а 1 декабря 1988 года забил свой первый мяч в ворота краснотурьинского «Маяка».
В декабре 1989 года перешёл в клуб «Динамо» (Алма-Ата). В это же период карьеры была возможность перейти и в московское «Динамо». В первом же сезоне за новую команду побеждает в чемпионате СССР 1989/90.
После завершения игр чемпионата СССР 1990/91 в высшей лиге, где алмаатинцы заняли только 11-е место, с февраля по март провёл за команду «Уралец» заключительную часть сезона в первой лиге.
В сезоне 1991/92 стал бронзовым призёром и лучшим бомбардиром чемпионата СНГ с 62-мя мячами. В матче с абаканскими «Саянами» 24 февраля 1992 года забил 10 мячей, повторив рекорды результативности Александра Сивкова и Евгения Агуреева по забитым мячам в одном матче в чемпионатах СССР.
В 1993 году после двух проведённых игр в чемпионате России 1993/94 «Динамо» (Алма-Ата) снимается с турнира и Шамсутов уезжает в Швецию, где 11 сезонов выступает за клубы высшего дивизиона Аллсвенскан, в лиге, где первой его командой в течение двух сезонов был «Кунгельв».
С 1995 по 1997 год был игроком клуба «Катринехольм».
По итогам сезона 1996/97 «Катринехольм» покидает Аллсвенскан и Шамсутов продолжает игровую карьеру в «Сандвикене», клубе, известный своими консервативными взглядами, и не приглашавший до этого времени игроков из России. С «Сандвикеном» добивается наибольших успехов за всё время выступлений в Швеции. В 1997 году побеждает в Кубке европейских чемпионов и Кубке мира по ринк-бенди, доходит до финала плей-офф чемпионата Швеции 1997/98.
После сезона в «Сандвикене» возвращается на четыре сезона в вернувшийся в Аллсвенскан «Катринехольм», который по итогам сезона 2001/02 вновь покинул Аллсвенскан.
В 2002 году получает приглашение в самый титулованный клуб Швеции — «Вестерос», за который проводит два сезона и является одним из ведущих игроков команды.
В 2004 году возвращается в Россию, где в сезоне 2004/05 выступает за архангельский «Водник», с которым побеждает во всех клубных турнирах сезона.
После победного сезона 2004/05 Шамсутов и ряд других ведущих игроков, составляющих костяк сборной России, покидают «Водник», на фоне заявлений городских властей Архангельска о сокращении финансирования команды на предстоящий сезон, и переходят в московское «Динамо», которое по итогам сезона вернулось в высшую лигу чемпионата России.
В составе «Динамо» проводит 10 сезонов, с которым семь раз побеждает в чемпионате России, шесть раз в Кубке России, трижды — в Кубке европейских чемпионов, Кубке мира и Кубке чемпионов Эдсбюна, в сезоне 2006/07 — вновь во всех клубных турнирах сезона.
По завершении сезона 2014/15 уезжает в Швецию и новый сезон начинает в составе «Тилльберги», представляющей Элитсерию.
В середине сезона 2016/17 переходит в стокгольмский АИК, принимающий участие в третьей по силе лиге шведского клубного хоккея с мячом – Дивизионе 1. В сезоне 2017/18 выходит с АИКом в Аллсвенскан, исполняя обязанности играющего тренера. В следующем сезоне помогает команде выйти в Элитсерию.
Сезон 2019/20 начинает в финском клубе «Нарукеря» из Пори.
В июне 2021 года перешёл в шведский клуб «Реттвик», который спустя 70 лет вновь стал участником высшего дивизиона шведского клубного хоккея с мячом.

### В сборной
В 1989 году в составе юношеской сборной СССР становится серебряным призёром первенства мира.
Серебряный призёр первенства мира среди юниоров 1992 года в составе сборной СНГ. Лучший бомбардир первенства (11 мячей), был признан лучшим нападающим и игроком турнира.
Участвовал в XII Международном турнире на призы Правительства России 1994 года в составе сборной Казахстана.
В составе сборной Казахстана на чемпионате мира 1995 года в США. Разрешение играть на мировом первенстве за Казахстан было получено от ФХМР и ФИБ. В матче за бронзовые медали команда Казахстана уступила сборной Финляндии при неоднозначном судействе норвежского рефери со счётом 2:3.
На следующем чемпионате мира в 1997 году выступал уже в составе сборной России, с которой стал обладателем серебряных медалей. В матче группового этапа со сборной Норвегии забил в середине второго тайма два мяча, тем самым сведя исход встречи к ничейному результату 3:3. В том матче норвежцы набрали единственное очко за всё время противостояний со сборными СССР/России на мировых первенствах. В матче группового этапа и полуфинальной игре со сборной Казахстана забил в ворота уже бывшей для себя сборной два мяча. На чемпионате мира 1995 года в полуфинальном матче в составе сборной Казахстана забил два мяча в ворота сборной России — своей будущей сборной.
На победном для сборной России чемпионате мира 1999 года в Архангельске, где сборная завоевала свои первые золотые медали в новейшей истории, не участвовал из-за разногласий с новым главным тренером сборной России Владимиром Янко, но был в расширенном списке сборной.
Первую свою золотую медаль чемпиона мира завоевал на чемпионате мира 2001 года, который проводили совместно Финляндия и Швеция. Сборная России, в блестящем стиле переиграв в финале сборную Швеции со счётом 6:1, завоевала золотые медали чемпионата.
На чемпионате мира 2003 года, который принимал Архангельск, стал вице-чемпионом.
В обновлённый состав сборной России, тренерский штаб которой возглавлял Юрий Фокин в сезоне 2003/04, вместе с рядом ведущих игроков не вошёл и в чемпионате мира 2004 года не участвовал.
На чемпионате мира 2005 года, проходившем в Казани, стал вице-чемпионом, был признан лучшим полузащитником и включён в символическую сборную турнира. На турнире играл с последствиями сотрясения мозга, полученном в матче группового этапа со сборной Швеции.
В декабре 2005 года победил во втором (осеннем) розыгрыше Суперкубка Европы, который прошёл в финском городе Лаппенранта. Первый розыгрыш этого турнира, прошедший в феврале 2005 года, был посвящён 50-летию ФИБ.
Участник чемпионатов мира 2006 и 2008 годов, на которых завоевал золотые медали.
В чемпионате мира 2007 года в Кемерово не участвовал, но был в расширенном списке сборной.
Следующим чемпионатом мира был турнир, прошедший в 2010 году в Москве, на котором сборная России в финальном матче уступила в дополнительное время сборной Швеции со счетом 5:6.
В 2015 году 41-летний игрок был в расширенном списке сборной для участия в чемпионате мира 2015 года.
Помимо выступлений на чемпионатах мира, принимал участие в турнирах на призы Правительства России, на которых побеждал в 2000 и 2002 годах, серебряный призёр турнира 1996 года.

### Тренерская деятельность
В сезоне 2017/18 был играющим тренером АИКа. В этом же сезоне возглавлял женскую команду клуба АИК, с которой дошёл до финала женской Элитсерии, переиграв в полуфинальной серии чемпиона последних трёх лет «Каребю».

## Отзывы и критика
— Эта сборная, проведи она весь турнир в оптимальном составе, могла стать самой сильной в постсоветскую эпоху. Ведь Ломанов, Обухов, Свешников, Шамсутов — суперзвезды.
— Из интервью Владимира Янко газете «Известия»

— На чемпионат мира вам удалось собрать всех сильнейших игроков России?
— На мой взгляд, да. Три человека, образно говоря, висели в воздухе. Но только по одной причине — возраст. Шамсутову 37 лет, но он и в эти годы в порядке. Однако он — человек с очень непростым характером. Когда его начинают гладить по голове, что делает сейчас в «Динамо» Лихачёв, это идет во вред всему коллективу. Кстати, именно по этой причине когда-то Ломанов не взял Шамсутова на чемпионат мира в Кемерово.
— Из интервью Владимира Янко газете «Городские новости»

## Спортивные достижения
«Динамо» (Алма-Ата)
 Чемпион СССР: 1989/90 

 Бронзовый призёр чемпионата СНГ: 1991/92 

 Бронзовый призёр Кубка европейских чемпионов: 1990
«Сандвикен»
 Финалист чемпионата Швеции: 1997/98 

 Обладатель Кубка европейских чемпионов: 1997 

 Обладатель Кубка мира по ринк-бенди: 1997 

«Водник»
 Чемпион России: 2004/05 

 Обладатель Кубка России: 2005 (весна) 

 Обладатель Кубка европейских чемпионов: 2004 

 Обладатель Кубка мира: 2004 

 Обладатель Кубка чемпионов Эдсбюна: 2004
«Динамо» (Москва)
 Чемпион России (7): 2005/06, 2006/07, 2007/08, 2008/09, 2009/10, 2011/12, 2012/13 

 Серебряный призёр чемпионата России (3): 2010/11, 2013/14, 2014/15 

 Обладатель Кубка России (6): 2005 (осень), 2006, 2008, 2011 (весна), 2011 (осень), 2012 

 Бронзовый призёр Кубка России: 2009 

 Обладатель Суперкубка России (2): 2013 (весна), 2013 (осень) 

 Обладатель Кубка европейских чемпионов (3): 2006, 2008, 2009 

 Финалист Кубка европейских чемпионов: 2007 

 Обладатель Кубка мира (3): 2006, 2007, 2013 

 Обладатель Кубка чемпионов Эдсбюна (3): 2006, 2008, 2013 

 Финалист Кубка чемпионов Эдсбюна: 2010
«Нарукеря»
 Бронзовый призёр чемпионата Финляндии: 2020/21
Сборная России
 Чемпион мира (3): 2001, 2006, 2008 

 Серебряный призёр чемпионата мира (4): 1997, 2003, 2005, 2010 

 Победитель Международного турнира на призы Правительства России (2): 2000, 2002 

 Серебряный призёр Международного турнира на призы Правительства России: 1996 

 Обладатель Суперкубка Европы: 2005 (осень) 

 Серебряный призёр чемпионата мира среди юниоров: 1992 

 Серебряный призёр чемпионата мира среди юношей: 1989
Личные
- В списке 22-х лучших игроков сезона (8): 1992, 2005, 2006, 2007, 2008, 2009, 2010, 2011
- Лучший бомбардир чемпионата СНГ: 1992 (62 мяча)
- Совладелец рекорда результативности чемпионатов СССР в одном матче — 10 мячей (24.02.1992 с «Саянами»)
- Лучший полузащитник чемпионата мира: 2005
- Символическая сборная чемпионата мира (2): 2005, 2006
- Символическая сборная Кубка мира (3): 1997[56], 2006[57], 2008[58]

## Спортивные звания
- Мастер спорта СССР: 1990
- Мастер спорта России международного класса: 2001
- Заслуженный мастер спорта России: 2006

## Увлечения
Принимает участие в любительских соревнованиях по гольфу.

## Статистика выступлений

### Клубная[e]
| Сезон     | Клуб                             | Чемпионат | Чемпионат | Чемпионат | Чемпионат | Чемпионат | Кубок | Кубок | Кубок | Кубок | Кубок |
| Сезон     | Клуб                             | И         | М         | П         | О         | Ш         | И     | М     | П     | О     | Ш     |
| --------- | -------------------------------- | --------- | --------- | --------- | --------- | --------- | ----- | ----- | ----- | ----- | ----- |
| 1989/1990 | Уральский трубник (Первоуральск) |           |           |           |           |           | 7     | 5     |       | 5     | 20    |
|           | Динамо (Алма-Ата)                | 15        | 2         |           | 2         | 0         |       |       |       |       |       |
| 1990/1991 | Динамо (Алма-Ата)                | 26        | 18        |           | 18        | 45        | 7     | 0     |       | 0     | ?     |
| 1991/1992 | Динамо (Алма-Ата)                | 30        | 62        |           | 62        | 70        | 10    | 10    |       | 10    | ?     |
| 1992/1993 | Динамо (Алма-Ата)                | 17        | 31        |           | 31        | 95        | 4     | 14    |       | 14    | 0     |
| 1993/1994 | Динамо (Алма-Ата)                | -(2)      | -(1)      |           | -(1)      | -(0)      |       |       |       |       |       |
| 2004/2005 | Водник (Архангельск)             | 22        | 16        | 18        | 34        | 30        | 6     | 8     | 6     | 14    | 10    |
| 2005/2006 | Динамо (Москва)                  | 27        | 18        | 28        | 46        | 25        | 10    | 7     | 9     | 16    | 0     |
| 2006/2007 | Динамо (Москва)                  | 28        | 23        | 21        | 44        | 30        | 14    | 13    | 16    | 29    | 20    |
| 2007/2008 | Динамо (Москва)                  | 26        | 19        | 21        | 40        | 40        | 10    | 10    | 12    | 22    | 20    |
| 2008/2009 | Динамо (Москва)                  | 26        | 17        | 26        | 43        | 35        | 9     | 4     | 5     | 9     | 10    |
| 2009/2010 | Динамо (Москва)                  | 38        | 25        | 48        | 73        | 115       | 9     | 5     | 5     | 10    | 0     |
| 2010/2011 | Динамо (Москва)                  | 33        | 17        | 41        | 58        | 135       | 11    | 7     | 16    | 23    | 30    |
| 2011/2012 | Динамо (Москва)                  | 31        | 10        | 10        | 20        | 100       | 2     | 0     | 1     | 1     | 10    |
| 2012/2013 | Динамо (Москва)                  | 30        | 16        | 12        | 28        | 60        | 9     | 0     | 5     | 5     | 20    |
| 2013/2014 | Динамо (Москва)                  | 30        | 17        | 12        | 29        | 70        | 13    | 3     | 10    | 13    | 16    |
| 2014/2015 | Динамо (Москва)                  | 26        | 17        | 14        | 31        | 80        | 14    | 7     | 10    | 17    | 10    |
| Всего     | 15 сезонов                       | 404(2)    | 308(1)    | 251       | 559(1)    | 930(0)    | 135   | 92    | 95    | 187   | 191   |

Примечание: Статистика голевых передач ведется с сезона 1999/2000.

### Комментарии
1. ↑  Количество игр и голов за клуб(ы) в высших дивизионах чемпионатов СССР/СНГ/России
2. ↑  Результативные передачи
3. 1 2  Количество игр и голов за национальную сборную в официальных матчах
4. ↑  С сезона 2007/08 — второй по силе дивизион шведского клубного хоккея с мячом
5. ↑  В чемпионатах и кубках СССР/СНГ/России
6. ↑  В скобках очки, набранные в аннулированных матчах с командами «Североникель» и «Арктик-Сервис». Команда «Динамо» (Алма-Ата) после двух туров, проведённых в чемпионате России сезона 1993/94, снялась с соревнований из-за отсутствия финансирования и её результаты аннулированы